# NGC 3845
NGC 3845 (другие обозначения — MCG 3-30-74, ZWG 97.100, PGC 36470) — спиральная галактика (S0) в созвездии Льва. Открыта Джоном Гершелем в 1831 году.
С помощью компьютерной обработки двух совмещенных изображений галактики сделанных с пятиминутными выдержками было установлено, что галактика является двойной. Галактика относится к скоплению Льва (A1367). В рентгеновском диапазоне наблюдается тусклое излучение в центре галактики, по всей видимости, вызванное слабой активностью ядра.
Этот объект входит в число перечисленных в оригинальной редакции «Нового общего каталога».